# Adelajda Burgundzka
Święta Adelajda, Adelajda Włoska (ur. 931, zm. 16 grudnia 999 w Seltz), córka króla Burgundii Rudolfa II i Berty Szwabskiej, córki księcia Szwabii Burcharda II. Królowa rzymska (Niemiec), a następnie cesarzowa Świętego Cesarstwa Rzymskiego.

## Życiorys
Około 946 została żoną Lotara II (926/928 – 22 listopada 950), syna Hugona Włoskiego i Hildy. Małżeństwo z synem przeciwnika jej ojca służyć miało pogodzeniu się obu rodów. Lotar i Adelajda mieli razem jedną córkę, Emmę (ok. 948 – ?), żonę króla Franków Zachodnich Lotara.
Lotar zmarł już około 950 r. Niektórzy uważali, że został otruty przez jednego ze swoich konkurentów, Berengara z Ivrei. Berengar, chcąc wzmocnić swoją pozycję we Włoszech, usiłował zmusić Adelajdę do ślubu z jego synem, Adalbertem. Adelajda odmówiła i uciekła. Została jednak złapana i uwięziona na 4 miesiące w Como. Udało jej się jednak uciec. Adelajda znalazła schronienie w Canossie, na dworze hrabiego Adalberta Atto. Miasto zostało rychło oblężone przez Berengara. Adelajda wysłała wówczas prośbę o pomoc do króla Niemiec Ottona I (23 listopada 912 – 7 maja 973), syna króla Niemiec Henryka I Ptasznika i Matyldy von Ringelheim, córki hrabiego Dietricha.

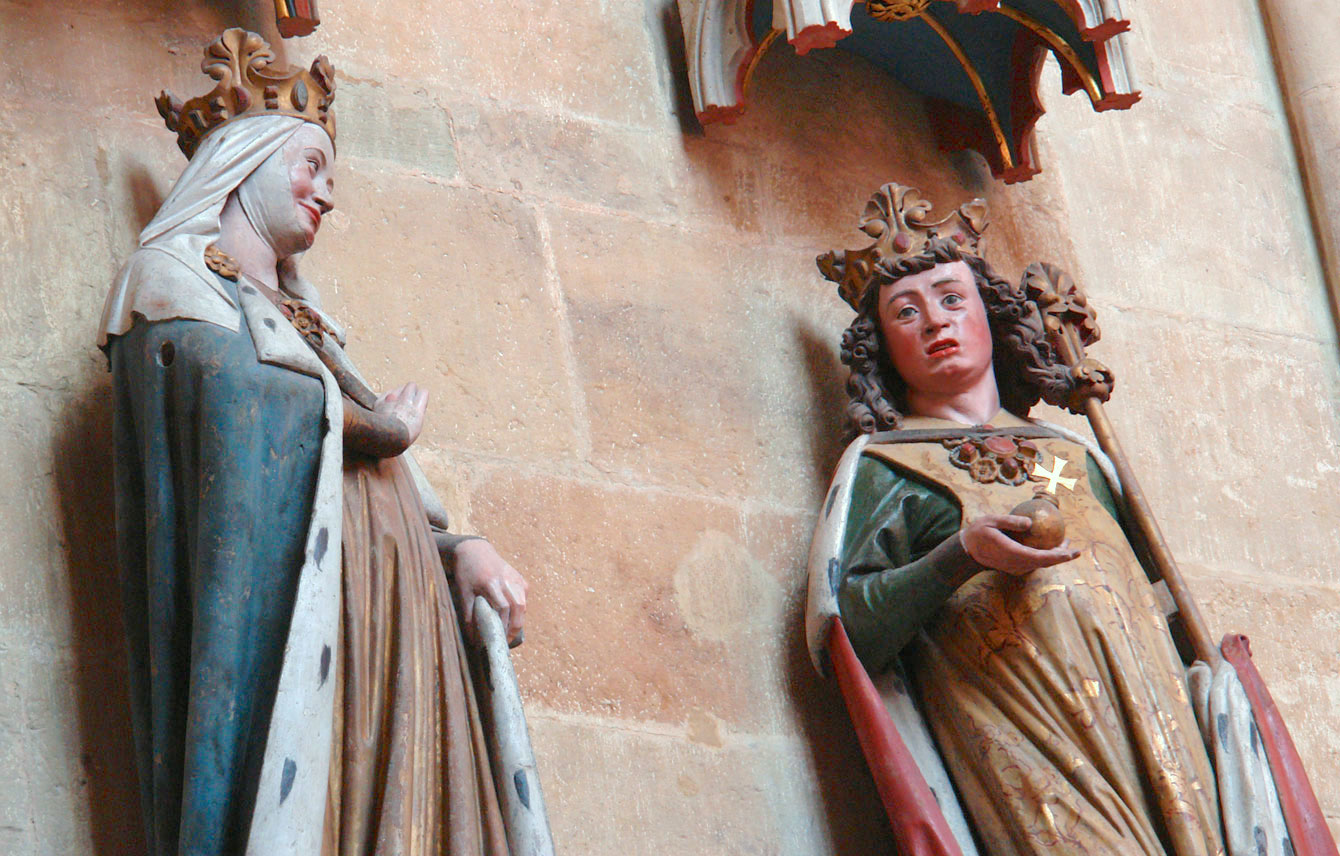
Adelaida z drugim mężem – Ottonem I

Otton rychło zebrał armię i wyruszył do Italii. W 951 r. w Pawii spotkał się z Adelajdą i pojął ją za żonę. Otton i Adelajda mieli razem czworo dzieci, z których dwoje dożyło lat sprawnych:
- Henryk (952/953 – 7 kwietnia po 954)
- Bruno (953/954 – 8 września 957)
- Matylda (grudzień 954 – 2 lipca 999), ksieni w Quedlinburgu
- Otton II (955 – 7 grudnia 983), cesarz rzymski

Berengar został szybko pokonany i w 952 r. musiał złożyć hołd Ottonowi. W 960 r. Berengar z synem rozpoczęli wojnę z papieżem Janem XII. Jan poprosił o pomoc Ottona, który ponownie wyprawił się do Italii i w 963 r. uwięził Berengara i zabrał go ze sobą do Niemiec. Podczas tej wyprawy, 2 lutego 962 r. w Rzymie, papież Jan ukoronował Ottona i Adelajdę koroną cesarską. Adelajda umocniła swoją pozycję na dworze w 953 r., kiedy syn Ottona z pierwszego małżeństwa, Ludolf, zbuntował się przeciwko ojcu. Rychła śmierć Ludolfa otworzyła drogę do tronu potomstwu Adelajdy. W 966 r. wyruszyła wraz z mężem na jego trzecią wyprawę za Alpy i towarzyszyła mu tam przez kolejne sześć lat.
Otton I zmarł w 973 r. i tron objął syn jego i Adelajdy, Otton II. Cesarzowa-wdowa posiadała jeszcze przez kilka lat silne wpływy na dworze. Pozycja Adelajdy była jednak solą w oku dla jej synowej, bizantyjskiej księżniczki Teofano. W wyniku jej nacisków Adelajda musiała w 978 r. opuścić dwór syna. Kolejne lata życia Adelajda spędzała w Italii lub na dworze swojego brata, Konrada Burgundzkiego. Dzięki jego staraniom polepszyły się relacje Adelajdy z synem. W 983 r. Otton mianował matkę jego wicekrólem w Italii. Zmarł jednak jeszcze w tym samym roku.
Tron objął wówczas nieletni syn Ottona II, Otton III. Regentkami w imieniu małego króla zostały Adelajda i Teofano. Od razu wybuchł między nimi konflikt, w wyniku którego Adelajda została zmuszona do rezygnacji ze stanowiska regentki i musiała udać się na wygnanie. Teofano zmarła jednak w 991 r. i Adelajda na powrót została regentką. Pomagał jej wówczas arcybiskup Moguncji Willigis. W 995 r. Otton doszedł do lat sprawnych i Adelajda wycofała się z życia politycznego, poświęcając się działalności charytatywnej.
Adelajda utrzymywała bliskie kontakty z opactwem Cluny, centrum reform kościelnych, zwłaszcza zaś z opatami Majolusem i Odilem. Pod koniec życia osiadła w ufundowanym przez siebie klasztorze Seltz niedaleko Kolonii. Całe dnie spędzała na modlitwie, ale nigdy nie została zakonnicą. W 999 r. wyruszyła do Burgundii, by wesprzeć swojego bratanka, Rudolfa III, w walce z buntownikami. Zmarła w trakcie podróży 16 grudnia 999 r. w klasztorze w Seltz w Alzacji, na kilka dni przez rokiem 1000, w którym cesarzowa oczekiwała powtórnego przyjścia Chrystusa.
Kanonizowana w 1097 przez papieża Urbana II. Jest patronką osób znieważanych, panien młodych, księżniczek, cesarzowych, rodzicielstwa, rodziców z dużą liczbą dzieci, ojczymów i macoch, wygnańców, więźniów, wdów i powtórnych małżeństw. Przedstawiana jest kiedy rozdaje jedzenie ubogim, z miniaturą kościoła w ręku, z insygniami władzy królewskiej, często na pokładzie statku. Jej święto przypada 16 grudnia.
W ikonografii przedstawiana jest w stroju cesarskim z insygniami władzy. Jej atrybuty to księga świadcząca o życiu według prawd ewangelicznych, model opactwa nawiązujący do dokonanej fundacji klasztoru i lilia będąca symbolem czystości po wybraniu życia zakonnego. 